# Joseph Atiyeh
Joseph Atiyeh, Dżuzif Atija (arab.: جوزيف عطية, Ǧūzīf ʻAṭīyah; ur. 19 maja 1957) – syryjski zapaśnik, olimpijczyk.
Zawodnik reprezentował swój kraj na igrzyskach w Los Angeles – zdobył srebrny medal w zapasach w stylu wolnym w wadze ciężkiej. W walce finałowej uległ Lou Banachowi.
Jego brat Dennis reprezentował Syrię w zapasach na olimpiadzie w Seulu.